# Krimejastadion
Krimejastadion (kroatiska: Stadion Krimeja) eller Krimejas fotbollsplan (Nogometno igralište Krimeja) är en fotbollsanläggning i Rijeka i Kroatien. Den invigdes år 1923 och är hemmaarena för fotbollslaget HNK Orijent 1919. Fotbollsstadion är uppkallad efter stadsdelen Krimeja och används huvudsakligen för fotbollsaktiviteter men emellanåt även för konserter och turneringar.

## Historik
Krimejasstadion invigdes den 20 maj 1923 i Sušak i Serbernas, kroaternas och slovenernas kungarike (från år 1929 kallat Jugoslavien). Sušak utgör sedan Rijekas administrativa förening år 1947 en stadsdel. Vid stadions uppförande var Sušak i administrativ bemärkelse dock en egen stad separerad av floden Rječina från vad som idag är Rijekas västra delar men då utgjorde Fristaten Fiume. 
Sušaks hemmalag i fotboll, nuvarande HNK Orijent 1919, saknade vid grundandet år 1919 en lämplig och permanent anläggning för träning och matcher. Fotbollslaget spelade och tränade initialt på Sušaks gymnasietorg, på Kantridastadion, på Martinšćica eller vid en plats på motsats sida av dagens fotbollsstadion. År 1920 intresserade sig bagaren Ivan Maračić för landområdet som fotbollsplanen idag ligger på. Marken upptogs då av odlingar och trädgårdar. En sammanslutning av 74 aktionärer beslutade sig för att köpa landområdet och med hjälp av klubbmedlemmar och frivilliga entusiaster utformades därefter en fotbollsplan. Den invigdes den 20 maj 1923 med en fotbollsmatch mellan dåvarande NK Orijent 1919 och fotbollslaget HAŠK (Kroatiska akademiska sportklubben) som då var regerande jugoslaviska mästare. NK Orijent 1919 förlorade matchen med minimala 0:1.

## Beskrivning
Krimejastadions byggnadsyta uppgår till 12 475 kvadratmeter. Därtill upptar tillhörande byggnader 579 kvadratmeter. Fotbollsstadions kapacitet uppgår till 3 500 platser (2 000 sittplatser och 1 500 ståplatser). Anläggningen utgörs av den centrala fotbollsplanen, omklädningsrum, kontors- och klubbyggnaden. En restaurang ingår också i komplexet.
Krimejastadion ligger på gatuadressen Kumičićeva bb och nås med Autotrolejs busslinjer 2, 7 och 7A från centrum eller linje 1B från Trsat och Pećine.